# Ulrich Wagener
Ulrich Wagener (* 1930 in Siegen; † 19. April 2007 in Dortmund) war ein römisch-katholischer Priester und Kirchenhistoriker.

## Ausbildung
Nach dem Abitur in seiner Heimatstadt studierte Wagener katholische Theologie in Paderborn und München und empfing am 17. Dezember 1955 im Hohen Dom zu Paderborn durch Erzbischof Lorenz Jaeger die Priesterweihe. Nach einer ersten Anstellung als Vikar in der Pfarrei St. Johann Evangelist in Winterberg-Siedlinghausen nahm er das Lehramtsstudium an der Universität zu Köln auf, das er 1960 mit der wissenschaftlichen Staatsprüfung für das Lehramt an Höheren Schulen in den Fächern Religionslehre und Geschichte abschloss. 

## Wirken
Nach Beendigung dieses Zweitstudiums war Wagener als Religionslehrer in Hagen und Warburg tätig, bis ihn Erzbischof Lorenz Kardinal Jaeger 1968 zum Direktor der Höheren Fachschule für Religionspädagogik in Paderborn berief, die bald in das Institut für Religionspädagogik umgewandelt wurde. Als Leiter dieser Vorgängereinrichtung des späteren Fachbereichs Theologie leistete er einen maßgeblichen Beitrag für den Aufbau der Katholischen Fachhochschule Nordrhein-Westfalen, die zum 1. September 2008 in Katholische Hochschule Nordrhein-Westfalen umbenannt wurde. Zum Wintersemester 1972 wurde Wagener zum Professor ernannt. Als Leiter der Abteilung Paderborn und des Fachbereichs Theologie hatte er maßgeblichen Anteil an der Profilierung der Katholischen Fachhochschule Nordrhein-Westfalen als kirchlicher Hochschule. 1992 gab Wagener auf eigenen Wunsch seine Professur auf, um sich ganz seiner Aufgabe als Pfarrvikar der Gemeinde St. Kilian in Paderborn zu widmen. Von 1999 bis zu seinem Tod wirkte er ehrenamtlich als Hausgeistlicher im Altenzentrum St. Veronika in Paderborn.

## Kommission für kirchliche Zeitgeschichte im Erzbistum Paderborn
Wagener war Initiator der „Kommission für kirchliche Zeitgeschichte im Erzbistum Paderborn“ und wurde 1978 von Erzbischof Johannes Joachim Degenhardt zu deren Gründungsvorsitzenden berufen; er leitete die Kommission bis ins Jahr 2005. In diesem Wirkungsbereich wurde Wagner vor allem mit seinen Forschungsergebnissen zum Thema „Priesterleben im Nationalsozialismus“ sowie zur Frage des Einsatzes ausländischer Arbeitskräfte in kirchlichen Einrichtungen während der Jahre 1939 bis 1945 bekannt.

## Ehrungen
Im Jahr 2005 ernannte Papst Johannes Paul II. Wagener zum Päpstlichen Ehrenkaplan.

## Schriften
- Die katholische Kirche unter dem Nationalsozialismus, die Eigenart kirchl. Widerstandes. Medienzentrum für das Erzbistum, Paderborn 1983, zusammen mit Eberhard Chronz.
- Im Kreuz ist Leben. Verlag Bonifatius-Druckerei, Paderborn 1984, ISBN 3-87088-378-2, zusammen mit Ingrid Moll-Horstmann.
- Papst Pius XI. „Mit brennender Sorge“. Verlag Bonifatius-Druckerei,  Paderborn 1987, ISBN 3-506-70734-5.
- Glaubenszeugnis und Widerstand. Pfarrer Wilhelm Ochse (1878–1960).  Vorländer, Siegen 1990, ISBN 3-92348-302-3.
- Das Erzbistum Paderborn in der Zeit des Nationalsozialismus. Verlag Bonifatius-Druckerei, Paderborn 1993, ISBN 3-87088-756-7.
- Zeugen für das Reich Gottes. Das Lebensopfer Paderborner Priester und Ordensleute in der NS-Zeit. Verlag Bonifatius-Druckerei, Paderborn 1995, ISBN 3-87088-845-8.
- Nachwort. In: Matthias Schulze: Bund oder Schar – Verband oder Pfarrjugend? Katholische Jugendarbeit im Erzbistum Paderborn nach 1945. BDKJ, Paderborn 2001, ISBN 3-98074-111-7.
- 5 Jahre Kommission für Kirchliche Zeitgeschichte im Erzbistum Paderborn. Schuldbekenntnis, organisierte Erinnerung und Versöhnung. Zum Umgang der deutschen Katholiken mit dem Dritten Reich. Verlag Bonifatius-Druckerei, Paderborn 2004, ISBN 3-89710-302-8, zusammen mit Karl-Joseph Hummel.